# 營丘郡
营丘郡，中国十六国南北朝时设置的郡。
西晋末年建兴二年（314年）慕容廆为统治中原青州流人而分昌黎郡侨置营丘郡。治所在武宁县（今辽宁省朝阳市、凌海市东大凌河东岸），辖境相当今辽宁省大凌河下游地区，隶平州。前燕慕容皝燕王十四年（347年）废营丘郡，后燕建平元年（398年）复置营丘郡，改隶司隶校尉。北燕改隶青州。北魏延和初年郡县俱废。正光末复置营丘郡，改隶营州。营丘郡领三县：富平、永安、带方。512户，2727口。东魏沿置。北齐时废。